# 顎舌骨筋
顎舌骨筋（がくぜっこつきん、口腔隔膜とも、Mylohyoid muscle）は頸部の筋肉の一つ。舌骨に板状に繋がり、口腔底を形づくる舌骨上筋である。顎舌骨筋神経に支配される。舌骨をやや前方に挙上し、舌骨固定時には下顎骨を後方に引く作用を持つ。

## 位置関係
顎舌骨筋の起始は下顎骨体内面にある顎舌骨筋線から起こり、後下方に降りながら舌骨体と、舌骨から正中にて垂直に伸びる顎舌骨筋縫線にそれぞれ停止する。
茎突舌骨筋、顎二腹筋と共に、顎下部の床面を作り、舌下隙と顎下三角隙やオトガイ下三角隙を隔てるが、間隙により交通しており、オトガイ下動脈と舌下動脈の吻合部や舌神経と顎舌骨筋神経の吻合部、場合によっては舌下腺の一部が顎下三角隙へと通る。
後縁では顎下腺上部が顎舌骨筋上に存在し、その後方で舌下隙と顎下三角隙は交通する。

## 臨床
顎舌骨筋やその起始である顎舌骨筋線は解剖学的に下顎の総義歯を作成する際の形態の決定に重要となる。

## 追加画像

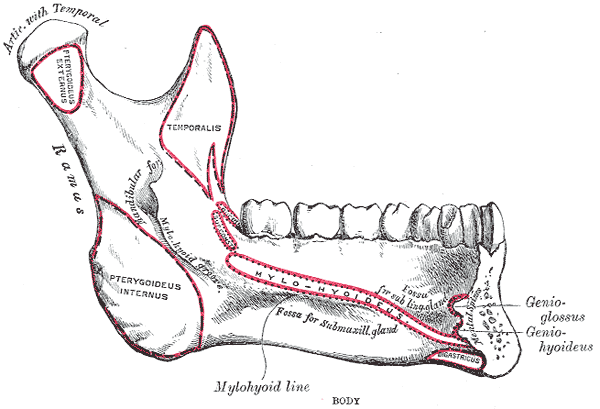
Mandible. Inner surface. Side view.
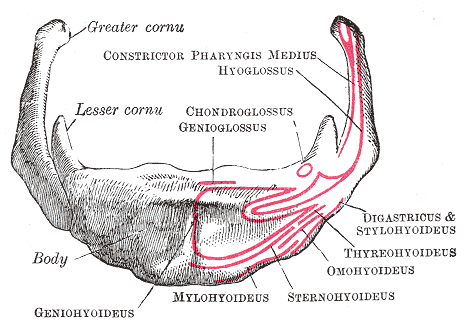
Hyoid bone. Anterior surface. Enlarged.
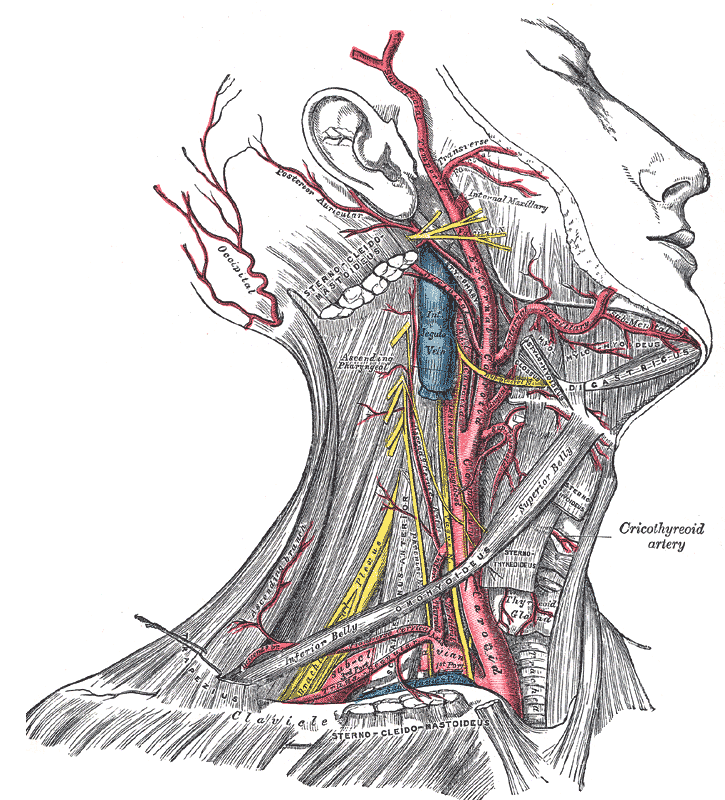
Superficial dissection of the right side of the neck, showing the carotid and subclavian arteries.
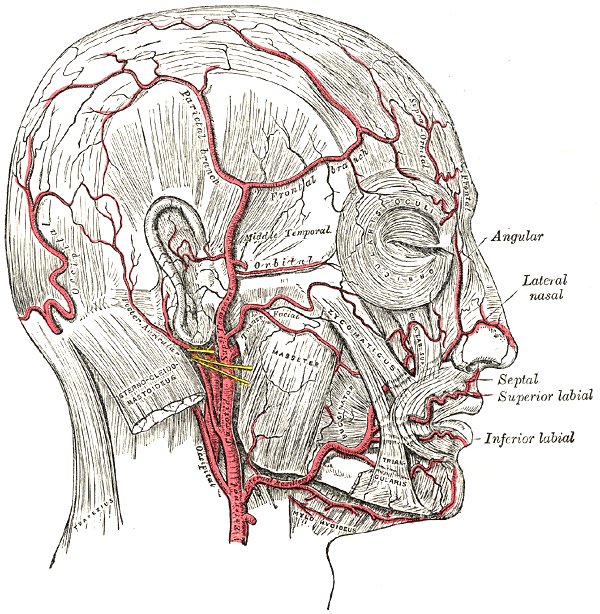
The arteries of the face and scalp.
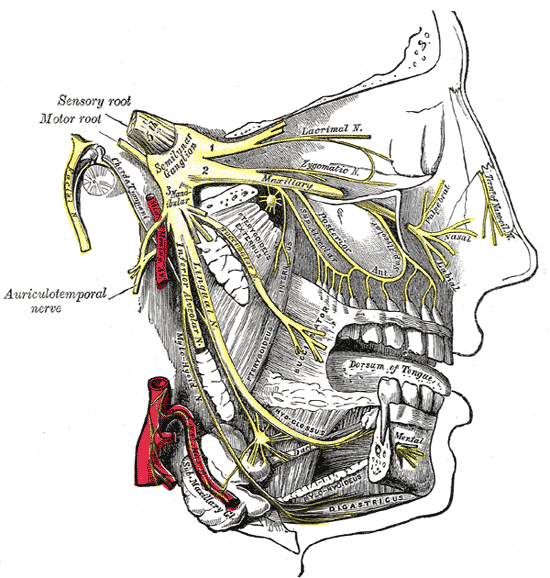
Distribution of the maxillary and mandibular nerves, and the submaxillary ganglion.
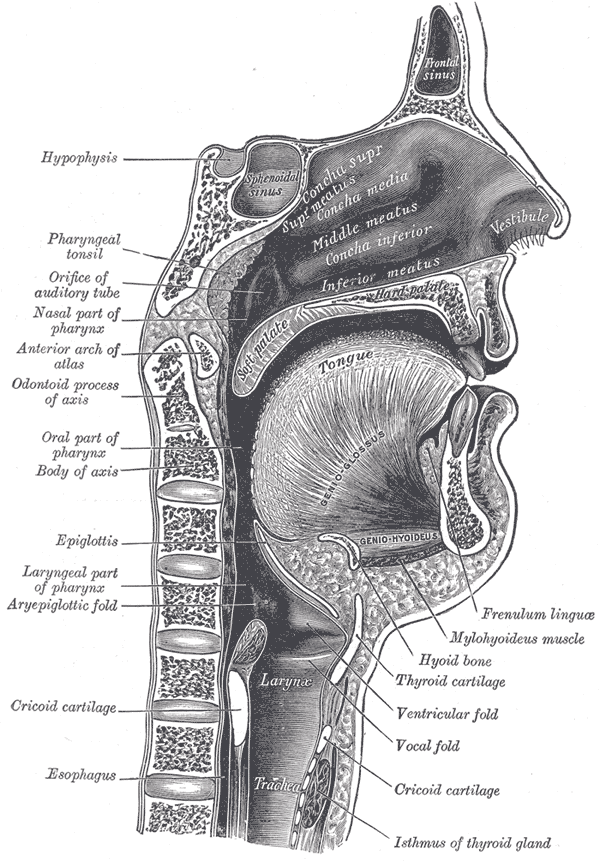
Sagittal section of nose mouth, pharynx, and larynx.
Musculi colli mylohyoideus
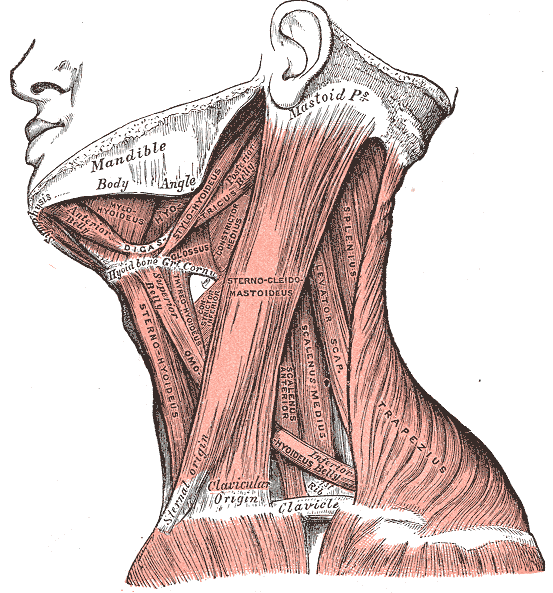
Mylohyoid muscle visible right under jaw